# لویتسه (استان اوپوله)
لویتسه (به لهستانی: Lewice) یک منطقهٔ مسکونی در لهستان است که در گمینا برانگتسه واقع شده‌است.